# Meg White
Megan Martha "Meg" White (n. 10 decembrie 1974) este o bateristă americană cel mai cunoscută pentru activitatea în trupa rock din Detroit, The White Stripes, cu care a câștigat patru premii Grammy.

## Legături externe
- Meg White la Internet Movie Database

1. ↑  Meg White, Discogs, accesat în 9 octombrie 2017
2. ↑  Meg White, GeneaStar
3. ↑   https://www.rollingstone.com/music/news/wheres-meg-white-jack-speaks-out-on-elusive-white-stripes-partner-20140523 Lipsește sau este vid: |title= (ajutor)